# Turija (Bihács)
Turija falu Bosznia-Hercegovinában, Bihács községben, a Bosznia-hercegovinai Föderáció Una-Szanai kantonjában.

## Fekvése
Bihács központjától légvonalban 7, közúton 9 km-re északra, azon a dombháton fekszik, amely a  Mriježnica, és mellékvizei, a Margita és Kamenica patakok, valamint az ugyancsak a Mriježnicába ömlő időszakos vízfolyás, a Turija-patak völgyei között emelkedik. Házai közt halad a Bihácsról Tržačka Raštelába vezető út. Településrészei: Johovac, Glavica és Selimanovića. Bogdanovac és Opačićka helynevei egykor itt élt családokra emlékeztetnek.

## Népessége
| Nemzetiségi csoport | Népesség 1991 | Népesség 2013 |
| ------------------- | ------------- | ------------- |
| Szerb               | 28            | 0             |
| Bosnyák             | 1372          | 1127          |
| Horvát              | 0             | 1             |
| Jugoszláv           | 2             | 0             |
| Egyéb               | 55            | 8             |
| Összesen            | 1457          | 1136          |

## Története
Területe már a középkorban is lakott volt, a Turija-patak vályú alakú völgye és a Zlopolja-völgy között egy a török hódítás előtti időkből származó templom alapfalai láthatók. 1548-ban az itt élő 13 lakos a sokoli uradalomhoz és a bihácsi kapitánysághoz tartozott. Bár Bosznia már 1463-ban az Oszmán Birodalom része lett, Turija csak Bihács 1592-es elestével került oszmán uralom alá.
A mai Turija egy újkori település, amely az Izačić határában fejlődött ki. A 18. században a račići Husszein bég vásárolta meg, de őt, vagy valamely családtagját elrabolták és váltságdíjat követeltek érte, jobbágyai pedig a Habsburg-török háború során kitelepültek. Többségük a horvátországi Likába ment. A Bosznia-Hercegovinában megtartott mind a négy osztrák-magyar népszámlálás adatai szerint Turiján csak muszlim lakosság élt. Bosznia-Hercegovina 1885-ös népszámlálása során feljegyezték, hogy Turijának egy papja volt. Tekintettel arra, hogy az összes lakos ezen a listán muszlimnak vallotta magát, kétségtelenül imámról van szó. A következő népszámláláskor, 1895-től Turiján 74 ház, 357 lakos, egy mecset és két iskola volt.

## Nevezetességei
- A mecset eredetileg a boszniai oszmán uralom végén épült, majd felújítás után 1928-ban nyitották meg újra. Jellegzetes bosnyák mecset, kontyolt tetőből kiemelkedő fa minarettel. A mecset háremében mintegy ötven régi turbános fülke van, amelyek közül több a 19. század első feléből származik. A mecset építését helyi kézművesek végezték, és ezekből a régiókból származó anyagokból épült. A mecset belseje a mahfil, a mimber és a kjurs jellegzetesen díszített fa változataiból áll.[4]
- Középkori templomának maradványai.